# カネッカー郡 (アラバマ州)
カネッカー郡（英: Conecuh County、発音:[kəˈnɛkə]）は、アメリカ合衆国アラバマ州の南部に位置する郡である。2010年国勢調査での人口は13,228人であり、2000年の14,089人から6.1%減少した。郡庁所在地はエバーグリーン市（人口3,944人）であり、同郡で人口最大の都市でもある。郡名はクリーク族インディアンの言葉で「トウの土地」を意味するものから派生したと考えられている。1930年代から1940年は農業に従事する者が多く、人口は25,000人以上いた。

## 歴史
カネッカー郡となった地域の川沿いには数千年前から様々な原住民文化があった。フランス人やスペイン人の探検家が入ってきたときは、クリーク族インディアンが住んでいた。イギリス植民地の交易業者がクリーク族との関係を発展させ、クリーク族の高貴な女性と結婚する者もいた。クリーク族は母系社会だったので、その子供達は母の血故に部族内でも高い地位を得た。
アメリカ独立戦争のとき、アッパー・クリーク族の酋長アレクサンダー・マクギルブレー（父はスコットランド人だった）が、アメリカ植民地人の侵入を止めたいと考え、イギリスと同盟した。大佐に任官されたマクギルブレーは、20年間クリーク族の中で暮らしていたフランス人冒険家ジャン＝アントワヌ・ル・クラークをクリーク族戦士を率いる戦闘指導者として使った。

### マーダー・クリークの由来
アルバート・ジェイムズの『最初期からのアラバマの歴史、付け足しジョージアとミシシッピ』には次のような記述がある。
1788年、現在カネッカー郡となっている領域で血なまぐさい事件がおきた。アメリカ独立戦争の時代であり、マクギルブレー大佐は多くの著名なロイヤリストと知り合いになった。その中でもサウスカロライナ州出身のジョセフ・カークランド大佐がいた。1788年、カークランドはその息子や甥などと共に、クーサ川沿いのマクギルブレーの家にいた。彼等はペンサコーラに向かう途中であり、そこで旅券を得てスペイン領ルイジアナに入るつもりだった。彼等が居心地の良いその家を立ち去ると決めたとき、マクギルブレーは従僕の奴隷をペンサコーラまでの案内につけた。族長の保護無しに旅するのは危険だったので、この従僕がいることは途中で出遭うインディアンに彼等が友人であることを保証するものだった。カークランドの一行はその鞍袋に多くの銀を入れていた。カネッカー川の支流から1マイル (1.6 km) 以内の場所に到着した日暮れどき、クリーク族の集落に向かう荷馬隊に出遭った。この隊は交易のためにペンサコーラに行ってきたところだった。この隊を構成していたのは、それまでに多くの人を殺してきたのでイスティリチャ、すなわち殺人者と呼ばれるヒラビー族インディアン、殺人を犯して逃亡し、その行動や凶暴性の故にインディアンから「キャット」と呼ばれる自暴自棄の白人、ヒラビーの交易業者サリバンの持ち物であるボブという名前の血に飢えた黒人だった。カークランドの一行が見えなくなると、これらごろつき達はキャンプを張った。カークランド隊は先に進んでクリークを渡り、交易道の側で浅瀬から遠くない所で宿営した。鞍袋を枕にし、銃を木に立てかけて眠りに落ちた。真夜中に悪党集団が忍び寄り、カークランド達の銃を取り上げ、3人の黒人以外の者全員を殺した。黒人の1人はマクギルブレー族長の従僕だった。戦利品を分け合った殺人者達はクリーク族集落に向かい、凶悪な事件が露見すると、マクギルブレーは犯人の追跡のために人を派遣した。キャットが逮捕されたが、他の者は逃亡した。ミルフォートという者がキャットを連れて殺人現場に行き、そこで死ぬまで木に吊すよう指示を受けた。ミルフォートはそこへ向かう時に、キャットの体を拘束し、夜にはその足を松の枝に切れ目をいれて組み合わせた一時的なおりに繋いだ。カークランド達が殺されたクリークの側に着くと、キャットは木の枝に吊された。その根元にはカークランド達の血痕がまだ残っていた。キャットが吊されて最後の苦悶を挙げたとき、ミルフォートは拳銃で止めを刺した。このことがあって、マーダー・クリークという名前が付けられた。
カネッカー郡は1818年2月13日に、ヨーロッパ系アメリカ人によって設立された。レコンストラクション時代の1868年には、新しくエスカンビア郡を作るために州議会によって領域が削られた。19世紀は海岸平原の土地がプランテーションとなり、綿花が栽培された。現在でも田園地帯である。1940年以降黒人の第二次大移動によって、特に西海岸での職を求めた多くの黒人が去っていった。
カネッカー郡1979年9月のハリケーン・フレデリックの被害を受け、被災地域に宣言された。
ヒットしたテレビ番組『牢破り』（プリズン・ブレイク）の登場人物セオドア・"ティーバッグ"・バッグウェルの生誕地とされている。

## 地理
アメリカ合衆国国勢調査局に拠れば、郡域全面積は852.51平方マイル (2,208.0 km2)であり、このうち陸地850.79平方マイル (2,203.5 km2)、水域は1.71平方マイル (4.4 km2)で水域率は0.20%である。

### 主要高規格道路
- 州間高速道路65号線
- アメリカ国道31号線
- アメリカ国道84号線
- アラバマ州道41号線
- アラバマ州道83号線

### 隣接する郡
- バトラー郡 - 北東
- コビントン郡 - 南東
- エスカンビア郡 - 南
- モンロー郡 - 北西

## 人口動態
以下は2000年の国勢調査による人口統計データである。
| 基礎データ - 人口: 14,089人 - 世帯数: 5,792 世帯 - 家族数: 3,938 家族 - 人口密度: 6人/km2（17人/mi2） - 住居数: 7,265軒 - 住居密度: 3軒/km2（8軒/mi2） 人種別人口構成（ ）内は2010年データ - 白人: 55.40% (51.3%) - アフリカン・アメリカン: 43.55% (46.5%) - ネイティブ・アメリカン: 0.20% (0.3%) - アジア人: 0.11% (0.1%) - 太平洋諸島系: 0.05% (0.0%) - その他の人種: 0.09% - 混血: 0.60% (1.0%) - ヒスパニック・ラテン系: 0.72% (1.2%) | 年齢別人口構成 - 18歳未満: 25.9% - 18-24歳: 8.3% - 25-44歳: 25.8% - 45-64歳: 24.3% - 65歳以上: 15.8% - 年齢の中央値: 38歳 - 性比（女性100人あたり男性の人口） - 総人口: 89.8 - 18歳以上: 84.3 世帯と家族（対世帯数） - 18歳未満の子供がいる: 30.9% - 結婚・同居している夫婦: 47.7% - 未婚・離婚・死別女性が世帯主: 16.2% - 非家族世帯: 32.0% - 単身世帯: 30.1% - 65歳以上の老人1人暮らし: 13.5% - 平均構成人数 - 世帯: 2.42人 - 家族: 3.01人 | 収入と家計 - 収入の中央値 - 世帯: 22,111米ドル - 家族: 31,424米ドル - 性別 - 男性: 28,115米ドル - 女性: 19,350米ドル - 人口1人あたり収入: 12,964米ドル - 貧困線以下 - 対人口: 26.6% - 対家族数: 21.7% - 18歳未満: 36.1% - 65歳以上: 28.9% |

## 都市と町
- キャッスルベリー
- エバーグリーン - 郡庁所在地
- マッケンジー（一部はバトラー郡）
- レプトン